# Cruguel
Cruguel är en kommun i departementet Morbihan i regionen Bretagne i nordvästra Frankrike. Kommunen ligger i kantonen Josselin som tillhör arrondissementet Pontivy. År 2022 hade Cruguel 661 invånare.

## Befolkningsutveckling
Antalet invånare i kommunen Cruguel
| Referens: INSEE |